# Reting Rinpocze
Reting Rinpocze (tybet. རྭ་སྒྲེང་རིན་པོ་ཆེ, Wylie rwa sgreng rin po che, ZWPY Razhêng Rinboqê) lub Radreng Rinpocze – tytuł jednej z najważniejszych linii tulku szkoły Gelug buddyzmu tybetańskiego.

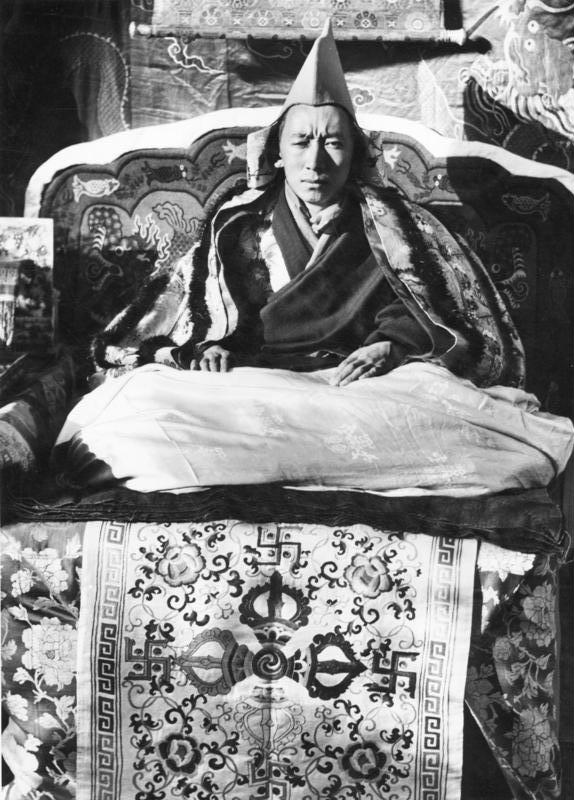
Reting Rinpocze Dżampel Jesze Gjalcen jako regent Tybetu (1939)

Nazwa tych tulku pochodzi od klasztoru Reting (Radreng) (Tybetański Region Autonomiczny, Chiny), ok. 70 km na północ od Lhasy, który był ich siedzibą.
Reting Rinpocze był mianowany przez naczelnego mnicha (tzw. opata) klasztoru Reting. W okresie przejściowym między śmiercią dalajlamy a odnalezieniem jego kolejnej inkarnacji Reting Rinpocze pełnił funkcję regenta, stając się najważniejszą osobą w państwie. Był też odpowiedzialny za odnalezienie nowego dalajlamy.
Ważnymi Reting Rinpocze byli:
Pierwszy: Ngałang Czogden został opatem Gjume (Dolna Akademia Tantryczna) w 1719 r. Mianowany wychowawcą VII Dalajlamy w 1728 r., a w 1739 r. został wybrany 54. Ganden Tripa i pełnił ten urząd do 1746 r.
Drugi: Lobsang Jesze Tenpa Rabgje został uznany za inkarnację Ngałanga Czogdena w 1761 r. W 1765 r. został opatem klasztoru Reting. W 1770 r. otrzymał od chińskiego cesarza Qianlonga honorowy tytuł Archimena Nomihana. Po wczesnej śmierci XI Dalajlamy pełnił funkcję tymczasowego regenta w Tybecie.
Piąty: Dżampel Jesze Gjalcen został uznany przez XIII Dalajlamę. W latach 1934–1941 był regentem Tybetu. W 1935 r. odegrał kluczową rolę w odnalezieniu XIV Dalajlamy, a później poprowadził jego ceremonię intronizacji. Został aresztowany w 1947 r. i zmarł (przypuszczalnie otruty) w tym samym roku w więzieniu w Lhasie. To wydarzenie doprowadziły do wybuchu zamieszek w Tybecie. Klasztor Retinng został splądrowany przez wojska tybetańskie.
Szósty: Tendzin Dzigme Thutob Wangczug został uznany przez rząd tybetański za szóstego Reting Rinpocze. Pozostał on w Tybecie po ucieczce XIV Dalajlamy w 1959 r. i zmarł w 1997 r. W 2000 r. rząd chiński ogłosił odkrycie Soinam Puncoga jako siódmego Reting Rinpocze. Ten wybór nie został zaakceptowany przez XIV Dalajlamę.
| N°  | Imię                                | Intronizacja i tytuł | urodziny – zgon |
| --- | ----------------------------------- | -------------------- | --------------- |
| I   | Ngałang Czogden                     | Ganden Tripa         | 1677–1751       |
| II  | Lobsang Jesze Tenpa Rabgje          | 1761                 | 1759–1815       |
| III | Ngałang Jesze Tsultrim Gjalcen      | regent Tybetu        | 1816–1863       |
| IV  | Ngałang Lobsang Jesze Tenpe Gjalcen | n/n                  | n/n             |
| V   | Dżampel Jesze Gjalcen               | 1930, regent Tybetu  | 1912–1947       |
| VI  | Tendzin Dzigme Thutob Wangczug      | 1955                 | 1948–1997       |
| VII | Soinam Puncog                       | 2000 (nieuznawany)   | 1997-           |